# 移住
移住（いじゅう、英: migration）とは、生活の場である住居地を替えること。住む場所を変えること。他の土地に移り住むこと。

## 概要
移住は、住む場所、住居地を変えることである。
『ブリタニカ国際大百科事典』は、移住を大分類すると3つに分けられる、としている。 同文献によると、大分類の1番目は、いままで住んでいた住居地を去って新しい住居地を見つけ、そこに永久的に住むことである。 2番目は、一時的に住居地を替える移住があるという。3番目としては、居住地を変えることを不定期や気まぐれに行い、定住地を持たず転々と生活の場を替える移住もあるという。 
なお『ブリタニカ国際大百科事典』は、1番目の典型的な例としては次の2つを挙げていた。
- 農村から都市への移住[1]（※1）
- 母国から外国への移住[1]

## 歴史
移住は世界に大きな影響を及ぼしてきた。18世紀から19世紀には、ヨーロッパからアメリカ合衆国に数百万の人々が移住した。
- イングランドからの移民を描いたフォード・マドックス・ブラウンのThe Last of England
- 日本政府の南米への移住を宣伝するポスター

現代日本では経済的な事情によるものは少なくなっている。オーストラリア・ニュージーランド・カナダに住む日本人196人に「移住の主な理由」を質問したところ、「経済的な理由」は0%だった。

## 移住の制限

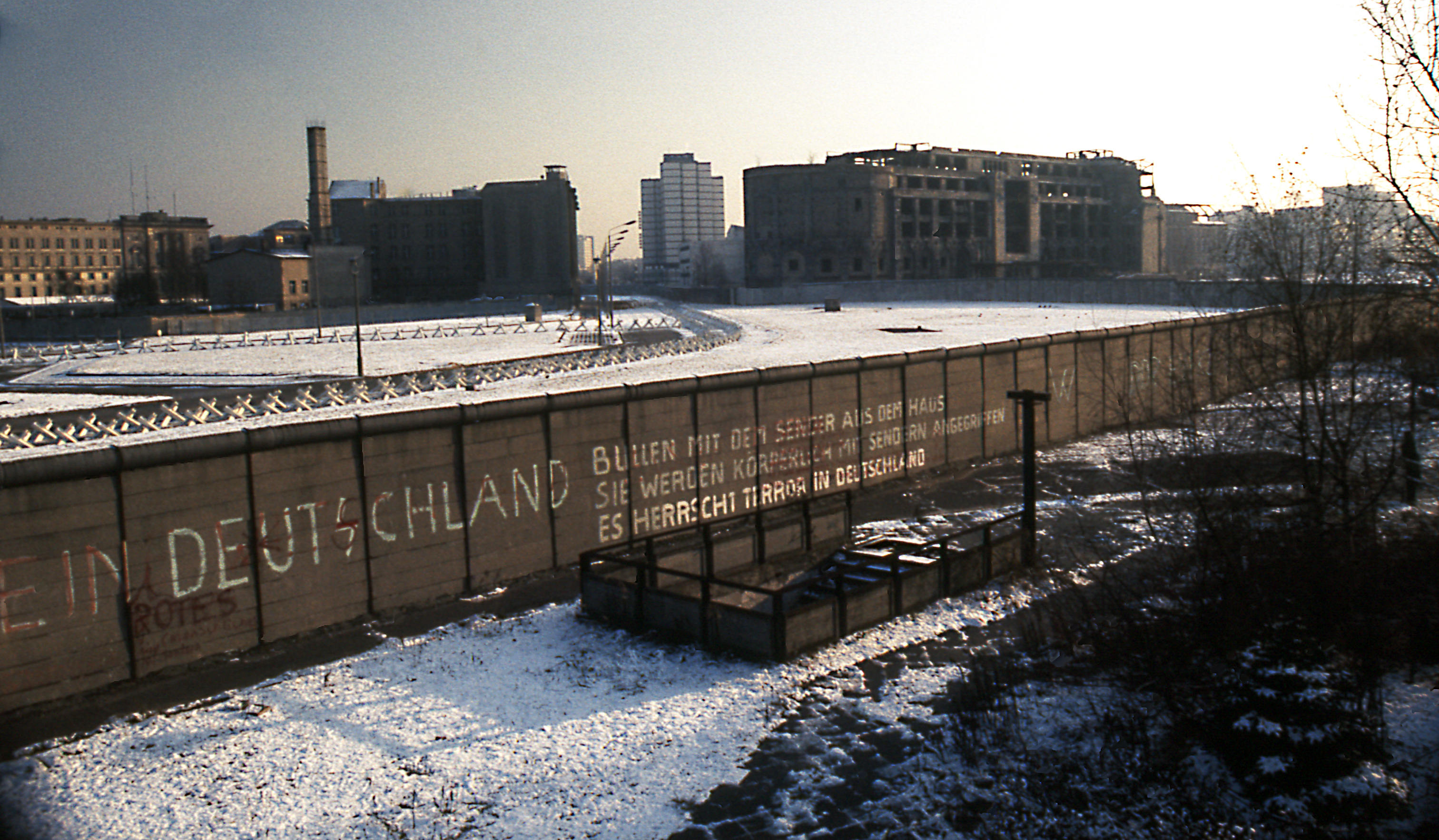
ドイツ再統一以前の東ドイツから西ドイツへの移民を制限したベルリンの壁

複数の国は、国民に対して移住の自由を制限していた。1668年以降、中国王朝の清は漢民族に対して、満洲（中国東北部）への移住を禁止した。1681年、皇帝は、中国国民が満洲およびモンゴルに越境できないようにするための柳條邊の建設を命じた。
1918年、ソビエト連邦構成共和国が法律と国境を厳しくしてそのような制限を始め、1928年まで違法な移住もほぼ不可能であった。これを強化するため、ソビエト連邦政府は国内のパスポート制度と各都市の住民登録の制度を規定し、「101st kilometre」と呼ばれる規則によって、小さな地域内の移動も制限した。
第二次世界大戦後の1945年、ソビエト連邦は複数の東ヨーロッパの国を占拠し、自国の影響下に置きまとめて東側諸国と呼ばれた。新たに獲得された地域の大部分の住人は、独立し、ソビエト連邦が退去することを望んだ。第二次世界大戦が終結して5年も経たない1950年以前、1500万人以上の人々がソビエト連邦に占領された共産主義圏の東ヨーロッパから資本主義圏の西側諸国に移住した。1950年代初めまでに、国家間の移動を制限するソビエト連邦の手法は、東側諸国の他の国々でも取り入れられた。東側諸国に導入された移住制限は、東側と西側の間の移動のほとんどを停止させ、1950年から1990年までに、東側から西側に移動した数は、わずか1330万人であった。しかし、毎年数十万人の東ドイツ国民が、東西ベルリンの間にある「抜け穴」を通って西ドイツに移住していた。この移住は、東ドイツから西ドイツへ、教育を受けた若年の専門家や技術者の「頭脳流出」を引き起こし、また1961年までに東ドイツの人口の20%近くが西ドイツへ移住した。1961年、東ドイツは有刺鉄線の障壁を作り、後にこれはベルリンの壁の建設に繋がった。1989年、ベルリンの壁崩壊に続いてドイツ再統一が行われ、それから2年以内にソビエト連邦の崩壊が起きた。
1950年代初めまでに、ソ連が実施した移住の制限は、中華人民共和国、モンゴル国、朝鮮民主主義人民共和国（北朝鮮）といった社会主義国でも同様の制度が取り入れられた。北朝鮮では現在でも移住を厳しく制限しており、北朝鮮の人民は、未だに違法に中国への移住を続けているものの、現在でも最も移住の制限の厳しい国の1つである。その他に、過去や現在、移住を厳しく制限していた国には、アンゴラ、エチオピア、モザンビーク、ソマリア、アフガニスタン、ミャンマー、民主カンプチア、ラオス、北ベトナム、イラク、南イエメン、キューバ等がある。